# Eriosema rufum
Eriosema rufum är en ärtväxtart som först beskrevs av Carl Sigismund Kunth, och fick sitt nu gällande namn av George Don jr. Eriosema rufum ingår i släktet Eriosema och familjen ärtväxter.

## Underarter
Arten delas in i följande underarter:
- E. r. macrostachyum
- E. r. rufum